# PS/2コネクタ
PS/2コネクタ（ピーエスツーコネクタ）は、パーソナルコンピュータで使用される入出力ポートの接続コネクタの1規格。名称はIBM PS/2で採用されたことに由来する。

## 概要
物理形状はミニDIN6Pコネクタ、通信方式は同期シリアル通信が採用されており、以後のPC/AT互換機の多くではマザーボードに搭載された。通常はキーボード（PS/2キーボード）とマウス（PS/2マウス）の接続に使用される。過去にはバーコードリーダや磁気カードリーダなどの入力デバイス、ごく稀にはポータブルHDD、キーボード切り替え装置などの駆動用電力を取得する目的でも使用された。
キーボードの信号内容はATマザーで使われた5ピンの（ミニでない大型の）DINコネクタと同等であり、PS/2コネクタとの変換コネクタが存在する。ただしPS/2キーボードと互換性があるのはPC/AT以降である。それ以前のキーボードは同じDIN5ピンでも互換性がない。
USBなどとは異なり、動作中にキーボードを取り外すと繋ぎなおしてもキーボードが初期化されない仕様があり、電源を入れなおすまでキーボードが動作しなくなる。なお初代IBM PCにはKeyboard Reset信号のピンがあったが、PC/XTからは廃止されている。
ノートPCや近年のマザーボードなどではマウスとキーボードがひとつのPS/2コネクタに統合されていることがあり、そのままではマウスかキーボードの片方しか接続できないが、PS/2スプリッターで分岐することにより両方を同時に利用できるようになる。また、コネクタ部も紫・緑の二色で表されていることが多い。

## レガシーデバイスとして
1990年代後半以降はUSBやBluetoothに置き換わっていった。ただしUSBが登場したばかりであった2000年代のPCでは、
- USBキーボードを使うとPCの数少ないUSBポートを占有すること（当時のPCはPS/2やRS-232などのレガシーポートが現役で存在した一方で、USBポートは少なかった）
- 動作にOSのドライバを必要とする一部のUSBキーボードはBIOS画面では操作できない場合があること（PS/2キーボードなら確実にBIOSを操作できる）
- PS/2キーボードは押されたキーを押された順番で全て認識できるという「Nキーロールオーバー」に標準対応していたこと（ゲーミング利用を想定していないUSBキーボードは6キーまでしか同時に押せない）[4]

などの理由で、PS/2コネクタには一定の需要があった。
USBが普及した2000年代中盤以降はPS/2コネクタを廃止したマザーボードが増え、完全にレガシーデバイスの1つとなった。一方サーバ機や業務用の組み込み機器ではUSBポートを搭載するとUSBメモリを介したウイルス感染などセキュリティ上の懸念があること、非常に廉価な組み込み機器やシングルボードコンピュータではUSBをサポートするとコストがかかることなどの理由で、2018年現在においても一部のサーバ機やシングルボードコンピュータなどでPS/2ポートのみをサポートしている例があり、細々とした需要がある。

### 変換アダプタ
PS/2との両対応を謳ったUSBキーボードやUSBマウスは一般にPS/2コネクタに接続するための変換アダプタが付属するが、アダプタは物理的な接続のみをサポートし、プロトコルの変換を行うわけではなく、PS/2コネクタがUSBとも、USBのHIDデバイスとも互換性があるわけではない。接続されたバスの状態から、キーボードや、マウスのコントローラが接続先を認識し、実際の振る舞いを決めている。以上のような状況から、アダプタは固有の商品に対するオプションや、添付品など、その接続の対象は限定され、汎用のものではないことには注意が必要である。明示が無くとも、使用できるケースもあるものの明示された組み合わせ以外での使用は「保証外」である。また、PS/2専用の古いホストではタイミングや初期状態等の仕様の違いにより、動作しないケースもまれに存在する。そのような場合は実際に信号を変換するアダプタを挟む必要がある。
逆にPS/2接続のキーボード・マウスをUSB接続に変換するアダプタもある。アダプタ内で信号を変換する回路を搭載する汎用品の場合、逆の変換アダプタと比べて大掛かりなアダプタになっていることがある。また、信号の変換を一切行わない品もあり、こちらの場合は繋いだキーボード/マウスがPS/2とUSBの両方の信号に対応していないと使えない。
またPCIボードで、USBコントローラを搭載しており本体側から見るとUSBキーボードやUSBマウスとして接続する、PS/2ポート増設ボード、といった製品もある。